# VH1 Ameryka Łacińska
VH1 Ameryka Łacińska – stacja muzyczna która wystartowała 1 kwietnia 2004 roku i zakończyła działalność 7 października 2020. VH1 można było oglądać w platformach cyfrowych i kablówkach. W niektórych krajach jak Kolumbia, Peru, Meksyk i Argentyna kanał miał więcej widzów niż lokalna MTV. 
W dniu 7 października 2020 stacja przestała istnieć, zastąpiona przez VH1 Europe.
Stacja była dostępna w państwach Ameryki Łacińskiej, takich jak:
- Meksyk
- Argentyna
- Boliwia
- Chile
- Kolumbia
- Peru

## Programy
- ZZZ...
- Videos Para Pararte
- NEO... Música Nueva
- VH1 Clásico
- Música +
- Música –
- I Love
- Antes y Después
- Videografía
- La Crème
- Rock N’ Roll High School
- Top 20 VH1
- The Fabulous Life Of... (Sometimes called La Vida Fabulosa de...)
- Planet Rock Profiles
- Videografia